# مسييه 48

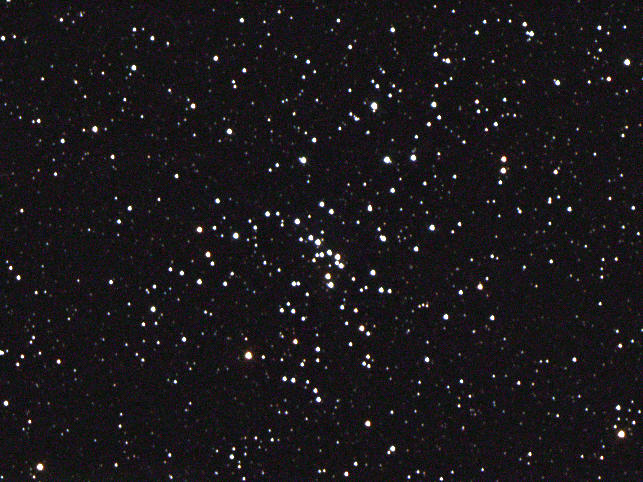
ميسييه 48

م48 أو مسييه 48 (بالإنجليزية:Messier 48 أوM 48 أو NGC 2548 ) هو تجمع نجمي مفتوح يوجد في كوكبةالشجاع . أكتشفه الفلكي الفرنسي شارل مسييه عام 1771 و أضافه إلى الفهرس المعروف باسمه فهرس مسييه للمذنبات .
ترجع التسمية NGC 2548 إلى الفهرس العام الجديد.
ويمكن رؤية التجمع مسييه 48 بالعين المجردة في الليالي المعتمة و البعيدة عن المدن و الأماكن المليئة بالتلوث الضوئي . ويقدّر عمر التجمع بنحو 300 مليون سنة.
يحوي هذا التجمع على نحو 80 نجماً و يبلغ إتساعه في السماء حوالي 23 سنة ضوئية و يبعد عن الأرض نحو 1.500 سنة ضوئية ( 460 فرسخ فلكي) ، و يبلغ لمعان التجمع مسييه48 حوالي 5,8 قدر ظاهري و يبلغ لمعان أسطع نجم  فيه لـ8.8 قدر ظاهري.
و العنقود واضح للغاية ، حيث يحتل مساحة 54 دقيقة قوسية من السماء الظاهرة ، و التي تتوافق مع قطر مكاني يبلغ 23 سنة ضوئية.
و تمتد المنطقة المركزية المركزّة في مسييه48 على مساحة تزيد عن 30 دقيقة قوسية. أفضل وقت في السنة لمراقبة العنقود هو في أشهر ديسمبر و يناير و فبراير.
و يمكن رؤية العنقود بسهولة بواسطة المناظير و التلسكوبات الصغيرة ، و التي تكشف عن حوالي 50 نجماً من أصل 80 نجم من بينها ثلاث نجوم عملاقة من ضمن الأنواع الطيفية من G إلى K.
و هذا العنقود يعتبر أكثر سطوعاً من سطوع الشمس بـ 70 مرة. 

## أصل الإكتشاف
و نظراً لأن الإدخال رقم 48 لمسييه كان يعتبر ضائعاً ، فقد تم أكتشاف العنقود بشكل مستقل من قبل عالم الفلك الألماني يوهان إليرت بود حوالي عام 1782 و عالمة الفلك الألمانية البريطانية كارولين هيرشل في 8 مارس 1783.

## اقرأ أيضا
- مجرة حلزونية
- مجرة
- قزم أبيض
- عملاق أحمر
- نجم
- مجرة إهليجية
- الانفجار العظيم
- خط زمني للانفجار العظيم
- نجم نيوتروني
- ثقب أسود

## وصلات خارجية
- موقع الكون